# 胥從化
胥從化，號澤洲，四川重慶府巴县人。明朝政治人物。

## 生平
萬曆元年（1573年）癸酉科四川解元，十七年（1589年）登己丑科進士，吏部觀政，十八年二月授湖廣永明县知县，二十四年擢户部主事，二十五年浙江监兑，二十七年升员外郎，二十八年晉郎中，蓟州等镇管粮。三十三年京察去職。

## 家族
曾祖胥瑞。祖父胥鳳翔。父胥學。